# Kijowska Orkiestra Symfoniczna
Kijowska Orkiestra Symfoniczna (ukr. Київський симфонічний оркестр) – ukraińska orkiestra symfoniczna założona w 1979, uznawana za jedną z wiodących instytucji muzycznych Ukrainy. Znana jest z zaangażowania w promowanie i zachowanie ukraińskiego dziedzictwa muzycznego, a także z aktywnej obecności na scenie międzynarodowej.

## Historia
Kijowska Orkiestra Symfoniczna została założona w 1979, w czasach Ukraińskiej Socjalistycznej Republiki Radzieckiej.
Koncertowała w renomowanych salach Europy, m.in. Wiener Konzerthaus, Berliner Philharmonie, Elbphilharmonie, Gewandhaus w Lipsku, Cité de la Musique w Paryżu, Rudolfinum w Pradze oraz Filharmonia Narodowa w Warszawie. W czerwcu 2022 wystąpiła przed przywódcami państw NATO podczas szczytu w Madrycie. Orkiestra brała również udział w licznych festiwalach międzynarodowych, takich jak Grafenegg (Austria), Międzynarodowy Festiwal Muzyczny na Wyspach Kanaryjskich, Kunstfest Weimar czy Wiener Festwochen.
Repertuar orkiestry obejmuje utwory od XVI wieku po muzykę współczesną. W 2022 otrzymała nagrodę Musical Contest Prize fundacji Fondation Prince Pierre z Monako za interpretacje muzyki współczesnej.
W 2021 orkiestra wystąpiła z okazji 25-lecia uchwalenia Konstytucji Ukrainy przed Radą Najwyższą Ukrainy oraz podczas obchodów 30-lecia niepodległości Ukrainy na Stadionie Olimpijskim w Kijowie.
Kijowska Orkiestra Symfoniczna regularnie organizuje koncerty edukacyjne dla dzieci, otwarte próby i interaktywne wydarzenia, takie jak koncerty symfoniczne dla dzieci z towarzyszeniem animacji piaskowej. Od 2020 zespół jest reprezentowany przez renomowaną niemiecką agencję KD Schmid, a od 2023 znajduje się pod oficjalnym patronatem Berliner Philharmonie.